# Bloemenmarkt

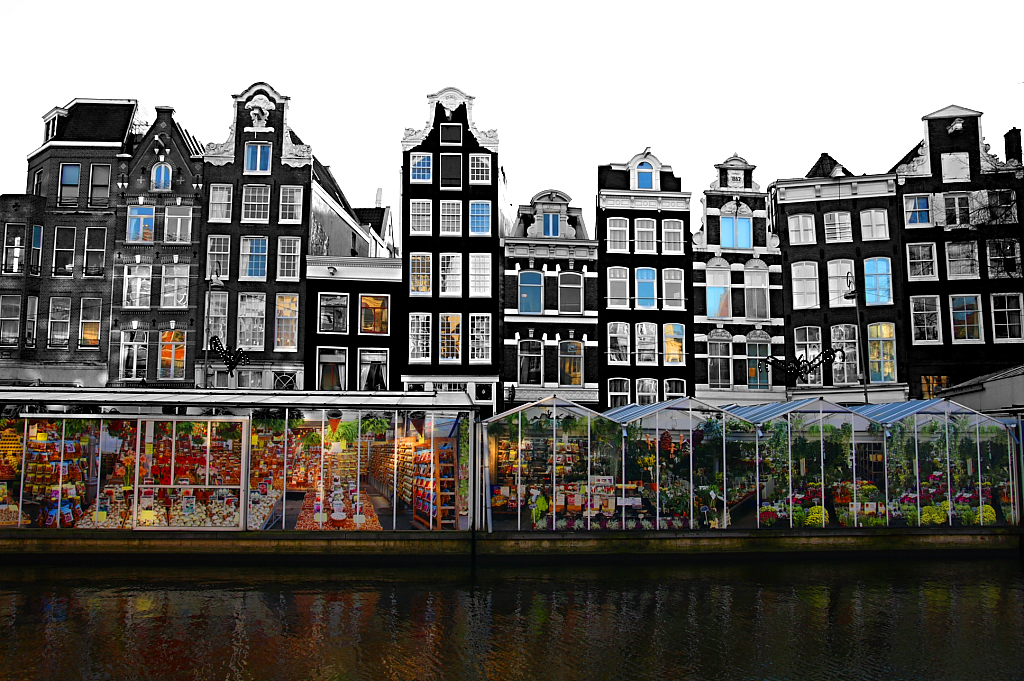
Vue du marché aux fleurs sur la rive sud du Singel.

Le Bloemenmarkt (en français : « marché aux fleurs ») est un marché aux fleurs néerlandais, établi de façon permanente à Amsterdam. Situé sur le Singel et s'étendant entre la Muntplein et la Koningsplein, il constitue l'unique marché aux fleurs flottant au monde. Les boutiques sont situées sur des bateaux arrimés au bord du canal, ce qui est un héritage de l'époque à laquelle tous les arbres et plantes devaient être acheminés quotidiennement depuis l'extérieur de la ville via les canaux.

## Histoire

### Marché originel
Le marché aux fleurs originel, qui ouvre en 1862, est situé sur le Sint-Luciënwal. Cependant, lorsque le Nieuwezijds Voorburgwal est recouvert en 1883, le marché aux fleurs doit déménager vers sa localisation actuelle sur les berges du Singel. À l'époque, le marché porte encore le nom de « Marché aux arbres et aux plantes » (Bomen- en Plantenmarkt), alors que les fleurs coupées ne remportent de succès qu'à partir des années 1960.

### Marché actuel
Au cours des dernières décennies, le marché rencontre un succès croissant auprès des touristes, pour lesquelles l'offre des commerçants s'adapte. Pour cette raison, on y trouve de plus en plus de bulbes, mais également des souvenirs. L'évolution est marquée au point que les souvenirs menacent aujourd'hui de dépasser les fleurs sur les étalages, étant donné que leur succès auprès des touristes dépasse celui des plantes et des fleurs. La municipalité d'Amsterdam tente ainsi d'endiguer le phénomène en imposant des restrictions sur les quantités de souvenirs qui peuvent être vendues.